# Unseen Forces
Unseen Forces er en amerikansk stumfilm fra 1920 af Sidney Franklin.

## Medvirkende
- Sylvia Breamer - Miriam Holt
- Rosemary Theby - Winifred
- Conrad Nagel - Clyde Brunton
- Robert Cain - Arnold Crane
- Sam De Grasse - Stanley
- Edward Martindel - George Brunton
- Harry Garrity - Peter Holt
- James O. Barrows - Joe Simmons
- Aggie Herring - Mrs. Leslie
- Andrew Arbuckle - Mr. Leslie
- Albert R. Cody - Henry Leslie